# Odbojkaško prvenstvo Jugoslavije 1952.
Odbojkaško prvenstvo Jugoslavije za 1952. je osvojila Mladost iz Zagreba.

## Ljestvice

### Završnica
| mj | klub                  | ut | pob | poir | setovi | bod |
| -- | --------------------- | -- | --- | ---- | ------ | --- |
| 1. | Mladost Zagreb        | 3  | 3   | 0    | 9:6    | 6   |
| 2. | Crvena zvezda Beograd | 3  | 2   | 1    | 8:4    | 4   |
| 3. | Spartak Subotica      | 3  | 1   | 2    | 6:7    | 2   |
| 4. | Železničar Ljubljana  | 3  | 0   | 3    | 3:9    | 0   |